# Imma hyphantis
Imma hyphantis är en fjärilsart som beskrevs av Edward Meyrick 1906. Imma hyphantis ingår i släktet Imma och familjen Immidae. Inga underarter finns listade i Catalogue of Life.